# Quéroux
Quéroux is een gehucht (lieu-dit) in de Franse gemeente Forges de Lanouée in het departement Morbihan in de regio Bretagne.